# 潛龍諜影2 自由之子
《潛龍諜影2 自由之子》是2001年日本科樂美公司首發在PlayStation 2平台的動作隱蔽類遊戲，屬於潛龍諜影系列的第四部作品。本作全球賣出超過700萬份，為系列中的最高銷量。

## 故事簡介

### 油轮篇
暗影摩西岛（Shadow Moses）事件之后，猎狐犬部队（FOXHOUND）叛军中的成员——实际身份是三重间谍的左轮山猫（Revolver Ocelot）将Metal Gear设计图纸传入黑市，一时之间，核武的威胁笼罩全球。
加入了反Metal Gear民间组织的Solid Snake得到情报，美军将要秘密转运新型Metal Gear，于是Snake只身潜入运输用的油轮进行调查。
在船舱中，Snake确认了Metal Gear Ray的存在。
油轮遭到了与山猫联手的格鲁格维奇上校为首的俄国武装部队的劫持。在对峙中，美军海军司令Scott和格鲁格维奇被突然叛变的山猫所杀。最为令Snake震惊的是，Liquid竟借由移植了其遗体右臂的山猫而还魂，占据了山猫的躯体，驾驶着Metal Gear Ray摧毁了油轮，逃逸到深海之中。
Snake生死不明，并且背上了杀害Scott、夺走Ray以及摧毁油轮的污名。

### Big Shell篇
两年以后，在油轮沉没的曼哈顿近海，泄漏石油的清理设施Big Shell建成。自称Dead Cell的恐怖分子团体劫持了到此视察的总统及政府官员并要胁政府支付巨额的赎金。
猎狐犬部队的新人特工雷电受命潜入Big Shell营救总统及人质。
雷电在行动中遇到了被外界传闻已死的Snake的帮助，随着行动的深入，雷电发现Big Shell事件不过是对多年前的暗影摩西岛事件的一个模拟，而一切的操纵者就是超越了国家与政权的神秘的爱国者组织。Dead Cell的首脑——前任总统，也是雷电的养父，同时也是Snake与Liquid的克隆兄弟的Solidus正是为了摆脱爱国者的控制才发动的恐怖袭击，却未料到自己的行动本身就是计划的一部分。
最终Big Shell下部隐藏的Arsenal Gear的AI失控，Arsenal Gear撞入曼哈顿。在联邦纪念馆的屋顶，雷电与Solidus父子间的对决不可避免。
故事以Solidus的失败告终，然而爱国者组织的面目刚刚露出冰山一角。

## 登場人物

### 油輪篇
- Solid Snake（配音員：大塚明夫（日）；David Hayter（英））

- Hal Emmerich (Otacon)（配音員：田中秀幸（日）；Christopher Randolph （英））

- Revolver Ocelot（配音員：銀河萬丈（日）；Patric Zimmerman（英））

- Olga Gurlukovich（配音員：寺瀬今日子（日）；Vanessa Marshall（英））

### Big Shell篇
- Raiden（配音員：堀内賢雄（日）；Quinton Flynn（英））
Raiden（雷電）是其行動代號，在故事最後曾解釋其名字來源於二戰日本戰機Mitsubishi J2M Raiden（盟軍代號Jack）。本名不詳，Rosemary叫他Jack。其父母被Solidus Snake所殺，Solidus Snake將其收為養子。兒童時期在非洲國家賴比瑞亞長大，並參與當時爆發的內戰。作為童兵隊成員參戰，因殺人能力優秀而被敵軍稱為「開膛手傑克」（Jack the Ripper）及「白色惡魔」（White Devil）。戰鬥後被Solidus Snake帶到美國，重新開始生活，並認識Rosemary，兩人成為戀人。在「Big Shell事件」中作為Foxhound成員被派往Big Shell營救人質，最終殺死事件主謀Solidus Snake。

- Roy Campbell（配音員：青野武（日）；Paul Eiding（英））
在此作的上校是人工智慧。

- Rosemary（配音員：井上喜久子（日）；Lara Cody（英））
Raiden的女朋友，會在無線電通訊中給予提示及協助。

- Iroquios Pliskin（配音員：大塚明夫（日）；David Hayter（英））
Solid Snake在潛入Big Shell時所用的偽裝身分，偽裝成隸屬於海豹部隊的海軍中尉。

- Emma Emmerich（配音員：山本麻里安（日）；Jennifer Hale（英））
Solid Snake的搭檔科學家，Hal Emmerich（即Otacon）的妹妹，個性內向。死於Vamp的刀傷造成的失血過多。

- Solidus Snake（配音員：大塚明夫（日）；John Cygan（英））
即前美國總統George Sears，真實身分是＂魔童＂計畫所製造出Big Boss的複製人之一，Solid和Liquid的兄弟。＂愛國者們＂認為他是完美的傑作，兼具Liquid（液態）與Solid（固態）的優點，所以取名為Solidus（物理學名詞－固相線，介於液態與固態之間的狀態）。為Raiden養父。

- Vamp（配音員：置鮎龍太郎（日））
已解散的特殊部隊「Dead Cell」的一員，有著不可思議的移動速度，甚至能在水面及牆壁上行走。擅長用刀。擁有宛如傳說中真正吸血鬼一般的不死身與嗜血性，被Raiden以HK PSG1狙擊步槍擊中額頭後跌入紐約灣。

- Fatman（配音員：鹽屋浩三（日））
一個瘋狂炸彈客，也是「Dead Cell」的成員，曾經是海軍炸彈處理教官Peter Stillman的學生。

- Fortune（配音員：冬馬由美（日））
「Dead Cell」的成員之一，身旁有著產生無形的力量的機械可以阻擋任何槍彈的攻擊。她的武器是一具威力強大的電磁軌道槍。油輪篇罹難的Scott之女，為了報復找上Snake。

- Deep Throat
神秘人物。偶爾在作戰時提醒、幫助Raiden，但Raiden無法主動連絡他。其他名稱Mr.X，與Gray Fox關係不明，穿著與Gray Fox相似的忍者裝並揹著日本刀嶺，裡面的人是油輪篇出現過的Olga Gurlukovich，幾次由Ocelot安排出場是為了模擬Shadow Moses事件中的Gray Fox。後來Olga被Solidus的FN P90擊中頭部身亡。

- Peter Stillman（配音員：飯塚昭三（日））
海軍炸彈處理教官，透過無線電與Raiden聯絡以提示炸彈拆解。過去拆解教堂炸彈時失敗，導致上百人死亡，便裝瘸博取同情。後來在Shell 2死於Fatman放置的C4。

- Otacon（配音員： 田中秀幸（日））
Raiden在與Solidus乘坐的戰機戰鬥時負責駕駛直升機，之後會使用無線電與Raiden通訊。

- 天狗部隊
「Tengu」（天狗）士兵，這些士兵配有FN P90衝鋒槍及日本刀，穿著強化戰鬥服，負責內部防衛工作。

## 潛龍諜影2 真實之影
《合金装备2 真实之影》是《合金装备2 自由之子》的加强版，在PlayStation 2主机上首发之后又移植到Xbox主机和Windows平台上。相对于《潜龙谍影2：自由之子》增加了VR模式、附加任务和Snake传说。在《潜龙谍影2：真实之影》中，玩家可以在所有任务中都操作Snake或者Raiden，比较遗憾的是在“Snake传说”中对话只有字幕没有配音。
2005年1月31日，北京空间互动获得科乐美的授权，代理發行《潜龙谍影2 真实之影》简体中文Windows版。然而，有买家在亚马逊上购买过此游戏后，指出其汉化品質低劣，有明显的伪正版痕迹。

## 外部連結
- 《潛龍諜影2 自由之子》官方網站 （页面存档备份，存于）
- 《合金装备2 真实之影》官方網站 （页面存档备份，存于）